# Lijst van organische naamreacties
Deze lijst poogt een samenvatting te vormen van naamreacties en -regels van toepassing in de organische chemie. Nota bene dat deze lijst verre van volledig is. Naamreagentia zijn niet opgenomen in deze lijst; zie daarvoor de lijst van naamreagentia.

## A
- Adkins-Peterson-reactie
- Alder-een-reactie
- Alder-Rickert-cycloadditie
- Algar-Flynn-Oyamada-reactie
- Allan-Robinson-reactie
- Allen-Millar-Trippet-omlegging
- Alper-carbonylering
- Amadori-glucosamine-omlegging
- Angeli-Rimini-hydroxaminezuursynthese
- Appelreactie
- Arens-van Dorp-synthese
- Arndt-Eistert-homologering, Arndt-Eistert-reactie
- Asinger-thiazolinesynthese
- Atherton-Todd-synthese
- Auwers-flavonsynthese
- Aza-Claisen-omlegging

## B
- Baer-Fischer-synthese
- Baeyer-oxindoolsynthese
- Baeyer-diarylmethaansynthese
- Baeyer-pyridinesynthese
- Baeyer-Drewson-indoxylsynthese
- Baeyer-Villiger-oxidatie, Baeyer-Villiger-omlegging, Baeyer-Villiger-reactie
- Baeyer-Villiger-tritylering
- Baker-Venkataraman-synthese
- Bally-Scholl-synthese
- Balson-alkylering
- Balz-Schiemann-reactie
- Bamberger-benzotriazolsynthese
- Bamberger-imidazolsplitsing
- Bamberger-omlegging
- Bamford-Stevens-olefinering, Bamford-Stevens-reactie, Bamford-Stevens-Cagliotti-Shapiro-olefinering
- Barbier-reactie
- Barbier-Wieland-degradatie
- Bart-Scheller-arsenylering
- Barton-nitrietfotolyse
- Barton-deaminaring
- Barton-decarboxylatie
- Barton-Kellogg-reactie
- Barton-McCombie-desoxygenering
- Baudisch-reactie
- Baylis-Hillman-reactie
- Béchamp-arsonilering
- Béchamp-reductie
- Beckmann-fragmentatie
- Beckmann-omlegging
- Bellus-Claisen-omlegging (zie ook Lijst van Claisen-omleggingen)
- Bénary-synthese
- Bernthsen-acridinesynthese
- Biginelli-reactie
- Birch-reductie, Birch-Hückel-Benkeser-reductie
- Bischler-benzotriazinesynthese
- Bischler-Möhlau-indoolsynthese
- Bischler-Napieralski-reactie, Bischler-Napieralski-isochinolinesynthese
- Blaise-ketonsynthese
- Blaise-reactie
- Blanc-cyclisatie
- Blanc-chloormethylatie
- Blanc-Quellet-chlooralkylering
- Blum-synthese, Blum-azaridinesynthese
- Bodroux-Chichibabin-synthese, Bodroux-Chichibabin-aldehydesynthese
- Boger-synthese
- Boord-synthese, Boord-enolethersynthese
- Borch-reductie
- Borsche-Beech-reactie, Borsche-Beech-aldehydesynthese, Borsche-Beech-synthese
- Borsche-Drechsel-cyclisatie
- Bouveault-acyloinereactie, Bouveault-Hansley-Prelog-Stoll-acyloinesynthese
- Bouveault-reactie, Bouveault-synthese, Bouveault-aldehydesynthese
- Bouveault-Blanc-reductie
- Bouveault-Locquin-synthese, Bouveault-Locquin-aminozuursynthese
- Boyland-Sims-synthese, Boyland-Sims-reactie
- von Braun-aminedegradatie
- Bredereck-imidazoolsynthese
- Brook-omlegging
- Brown-reductie, Brown-stereoselectieve-reductie
- Brown-hydroboratie
- Bruylants-aminering
- Bucherer-carbazoolsynthese
- Bucherer-reactie, Bucherer-Lepetit-reactie, Bucherer-naftylaminesynthese
- Buchner-Curtius-Schlotterbeck-reactie
- Buchwald-Hartwig-aminering
- Burton-trifluormethylering

## C
- Cannizzaro-reactie
- Carroll-omlegging, Carroll-reactie
- Chan-reductie
- Chapman-omlegging
- Chen-Mapp-omlegging
- Chugaev-reactie
- Ciamician-koppeling
- Ciamician-Dennstedt-omlegging
- Claisen-condensatie
- Claisen-omlegging
- Claisen-Schmidt-condensatie
- Clay-Kinnear-Perren-fosfonylchloridesynthese
- Clemmensen-reductie
- Cloke-Wilson-omlegging
- Combes-chinolinesynthese
- Conia-cyclisatie
- Cooper-Finkbeiner-reactie
- Cope-eliminatie
- Cope-omlegging
- Corey-Bakshi-Shibata-reductie
- Corey-Chaykovsky-reactie
- Corey-Fuchs-reactie
- Corey-Kim-oxidatie
- Corey-House-Posner-Whitesides-reactie
- Corey-Seebach-reactie
- Corey-Winter-olefinering
- Cornforth-omlegging
- Criegee-omlegging
- Criegee-reactie
- Curtius-omlegging

## D
- Dakin-oxidatie
- Dakin-West-acylering, Dakin-West-reactie
- Danheiser-annelering
- Darapski-degradatie, Darapski-aminozuursynthese
- Darzens-condensatie, Darzens-Claisen-reactie
- Darzens-Nenitzescu-acylering
- Davidson-oxazolsynthese
- Delépine-oxidatie
- Delépine-reactie
- De Mayo-cycloadditie
- Demjanov-omlegging
- Dess-Martin-oxidatie
- Dieckmann-condensatie
- Diels-alderreactie
- Dimroth-omlegging
- Djerassi-Rylander-oxidatie
- Doebner-modificatie
- Doebner-Miller-reactie
- Doering-La Flamme-alleensynthese
- Dondoni-homologering
- Dötz-reactie
- Duff-reactie, Duff-formylering
- Dutt-Wormall-reactie

## E
- Ehrlich-Sachs-reactie
- Einhorn-Brunner-reactie
- Elbs-condensatie
- Elbs-oxidatie
- Emde-degradatie
- Emmert-reactie
- Erlenmeyer-Plochl-reactie, Erlenmeyer-Plochl-aminozuursynthese
- Eschenmoser-fragmentatie
- Eschenmoser-omlegging (zie ook Lijst van Claisen-omleggingen)
- Eschweiler-Clarke-reactie
- Etard-reactie

## F
- Favorskii-omlegging
- Favorskii-reactie
- Feist-Benary-furaansynthese
- Felkin-cyclisatie
- Ferrario-Ackermann-reactie
- Ferrier-omlegging
- Ferrier-cyclohexanonsynthese
- Finegan-tetrazolsynthese
- Finkelstein-reactie
- Fischer-indoolsynthese
- Fischer-oxazoolsynthese
- Fischer-Hepp-omlegging
- Flood-silylchloridesynthese
- Fittig-omlegging
- Forster-reactie
- Forster-Decker-reactie
- Franchimond-reactie
- Freund-Gustavson-reactie
- Freundenberg-Schönberg-omlegging
- Friedel-Crafts-acylering
- Friedel-Crafts-alkylering
- Friedländer-chinolinesynthese
- Fries-omlegging
- Fritsch-Buttenberg-Wiechell-omlegging
- Fujimoto-Belleau-reactie
- Fujiwara-arylering
- Fujiwara-carboxylering
- Fujiwara-lanthanidereactie
- Fujiwara-Heck-koppeling

## G
- Gabriel-ethyleeniminesynthese
- Gabrielsynthese
- Gabriel-Colman-omlegging, Gabriel-isochinolinesynthese
- Garegg-Samuelsson-olefinering
- Gassman-indolsynthese, Gassman-reactie
- Gastaldi-pyrazinesynthese
- Gattermann-aldehydesynthese
- Gattermann-reactie
- Gattermann-Koch-carbonylering
- Gewald-reactie
- Glaser-koppeling, Glaser-Chodkiewcz-koppeling
- Gomberg-Bachmann-reactie
- Gould-Jacobs-reactie
- Graebe-Ullmannsynthese
- Griess-deaminering
- Grignard-reactie
- Guaresky-Thorpe-condensatie
- Guerbet-reactie
- Guy-Lemaire-Guette-fenolische-chlorering

## H
- Haddadin-Issidorides-reactie
- Haller-Bauer-reactie
- Hammick-reactie
- Hantzsch-pyridinesynthese, Hantzsch-dihydropyridinesynthese
- Hass-Bender-reactie
- Hassner-reactie
- Hassner-Rebutton-hydroxylatie
- Hauser-Beak-ortho-lithiatie
- Hayasy-omlegging
- Heck-reactie
- Hell-Volhardt-Zelinski-halogenatie
- Henry-reactie, of Henry-nitroaldolcondensatie
- Herbst-Engel-Knoop-Österling-aminozuursynthese
- Herz-reactie
- Hilbert-Johnson-nucleosidesynthese
- Hinsberg-thiofeensynthese
- Hinsberg-Stollé-indolsynthese
- Hiyama-reactie
- Hiyama-Heatcock-allylering
- Hoch-Campbell-aziridinesynthese
- Hofmann-degradatie
- Hofmann-eliminatie
- Hofmann-isonitrilsynthese
- Hofmann-Löffler-Freytag-pyrrolidinesynthese
- Hofmann-Martius-omlegging
- Hoffman-Yamamoto-reactie
- Hollemann-pinacolsynthese
- Honzl-Rudinger-peptidesynthese
- Horner-Knowles-Kagan-reactie
- Horner-Wadsworth-Emmons-reactie, Horner-Wadsworth-Emmons-olefinering
- Houben-Hoesch-reactie
- Hunsdiecker-reactie

## I
- Imamoto-reactie
- Ing-Manske-procedure
- Ireland-Claisen-omlegging (zie ook Lijst van Claisen-omleggingen)
- Isay-reactie

## J
- Jacobsen-omlegging
- Japp-oxazolsynthese
- Japp-Klingemann-reactie
- Jarousse-Makosza-fasetransferreactie
- Jeger-reactie, Jeger-tetrahydrofuraansynthese
- Johnson-omlegging
- Johnson-reactie
- Johnson-Corey-Chaykovsky-reactie
- Jones-oxidatie
- Julia-olefinering, Julia-Lythgoe-olefinering
- Julia-Bruylants-omlegging
- Julia-Kociensky-olefinering
- Jung-Olah-ethersplitsing

## K
- Kabe-synthese
- Kaiser-cyclisatie
- Kakis-omlegging
- Kaluza-isothiocyanaatsynthese
- Kametani-reactie, Kametani-amineoxidatie
- Kamlet-reactie
- Karrer-reactie
- Kharash-Sosnovsky-oxidatie
- Kiliani-Fischer-suikerhomologering
- Kinugasa-reactie
- Kishner-cyclopropaansynthese
- Knoevenagel-condensatie
- Knorr-pyrazoolsynthese
- Knorr-pyrroolsynthese
- Knorr-chinolinesynthese
- Knunyants-fluoralkylering
- Koch-reactie
- Kochi-reactie, Kochi-kruiskoppeling
- Kohler-reactie
- Kolbe-elektrolyse
- Kolbe-Schmittreactie
- König-reactie
- Königs-Knorr-reactie
- Kornblum-oxidatie, Kornblum-aldehydesynthese
- Koser-tosylering
- Krief-Reich-olefinering
- Kröhnke-reactie
- Kucherov-Deniges-reactie
- Kuhn-Winterstein-olefinering
- Kumada-hydroxylering
- Kumada-koppeling
- Kursanov-Parnes-hydrogenatie

## L
- Ladenburg-reactie
- Lapworth-condensatie
- Lawesson-thiacarbonylering
- Lebedev-reactie
- Lederer-Manasse-reactie
- Lehmsted-Tanasescu-reactie, Lehmsted-Tanasescu-acridonsynthese
- Lehn-synthese
- Leimgruber-Batcho indoolsynthese
- Letts-nitrilsynthese
- Leuckart-reactie, Leuckart-Wallach-reactie
- Leuckart-thiophenolsynthese
- Lieben-jodoformreactie, Lieben-reactie
- Liebig-benzilzuuromlegging
- Lobry-de-Bruyn-van-Ekenstein-transformatie
- Lossen-omlegging
- Luche-reductie
- Lucas-reagens

## M
- MacDonald-porfinesynthese
- Madelung-reactie, Madelung-indolsynthese
- Makosza-reactie
- Malaprade-reactie
- Mannich-reactie
- Marschalck-reactie
- Martinet-dioxindoolsynthese
- Mascarelli-reactie
- Mattox-Kendall-dehydrohalogenatie
- McCormack-reactie
- McFayden-Stevens-reactie
- McMurry-reactie
- Meerwein-Ponndorf-Verley-reductie
- Meisenheimer-complex
- Meisenheimer-omlegging
- Mencke-nitratie, Mencke-Laszlo-fenolnitratie
- Menshutkin-reactie
- Menzer-benzopyraansynthese
- Merrifield-peptidesynthese
- Meyer-Schuster-omlegging
- Meyers-synthese
- Michael-additie
- Michaelis-Arboezov-reactie
- Michaelis-Becker-fosfonylering
- Miescher-degradatie
- Mignonac-reactie
- Milas-hydroxylatie
- Miller-Snyder-reactie
- Minisci-reactie
- Mislow-omlegging, Mislow-Evans-omlegging
- Mitsunobu-reactie
- Mukaiyama-aldoladditie, Mukaiyama-reactie
- Murahashi-reactie

## N
- Nazarov-reactie, Nazarov-cyclisatie
- Neber-omlegging
- Neber-Bosset-synthese
- Nef-reactie
- Negishi-koppeling
- Nenitzescu-reactie, Nenitzescu-indoolsynthese
- Newman-Kwart-omlegging
- Niementowksi-reactie
- Noyori-reactie

## O
- O'Donnell-aminozuursynthese
- Oppenauer-oxidatie
- Ortoleva-King-reactie
- Orton-omlegging
- Ostromislensky-reactie
- Overman-omlegging (zie ook Lijst van Claisen-omleggingen)
- Overman-pyrrolidinesynthese
- Oxy-Cope-omlegging

## P
- Paal-Knorr-synthese, Paal-Knorr-pyrroolsynthese
- Padwa-reactie, Padwa-annelering
- Paquette-olefinering
- Parham-reactie
- Parikh-Doering-oxidatie
- Parnes-reactie
- Passerini-condensatie, Passerini-reactie
- Paterno-Büchi-reactie, Paterno-Büchi-cycloadditie
- Pauson-Khand-reactie
- Payne-omlegging
- Pechmann-cycloadditie
- Pechmann-condensatie, Pechmann-coumarinesynthese, Pechmann-Duisberg-coumarinesynthese
- Pellizzari-reactie
- Perkin-omlegging
- Perkin-reactie
- Perkow-reactie
- Peterson-olefinering, Peterson-reactie
- Pfau-Plattner-reactie
- Pfitzinger-reactie, Pfitzinger-chinolinesynthese
- Pfitzner-Moffatt-oxidatie
- Piancatelli-omlegging
- Pictet-Hubert-isochinolinesynthese
- Pictet-Gams-isochinolinesynthese
- Pictet-Spengler-reactie, Pictet-Spengler-isochinolinesynthese
- Pilloty-Robinson-reactie
- Pinner-reactie, Pinner-iminoethersynthese
- Pirkle-resolutie
- Polonovsky-omlegging
- Pomeranz-Fritsch-reactie, Pomeranz-Fritsch-isochinolinesynthese
- Posner-trioxaansynthese
- Prevost-reactie, Prevost-Woodward-hydroxylatie
- Prins-reactie, Prins-hydroxymethylering, Prins-Kriewitz-reactie
- Pschorr-reactie, Pschorr-synthese
- Pummerer-reactie, Pummerer-omlegging

## Q
- Quelet-reactie

## R
- Ramberg-Bäcklund-reactie, Ramberg-Bäcklund-olefinering
- Rapp-Stoermer-reactie, Rapp-Stoermer-synthese
- Reetz-alkylering, Reetz-reactie
- Reformatski-reactie (ook geschreven als Reformatsky- of Reformatskii-reactie)
- Reformatsky-Claisen-omlegging, Reformatskii-Claisen-omlegging (zie ook Lijst van Claisen-omleggingen)
- Regitz-reactie
- Reimer-Tiemannreactie, Reimer-Tiemann-formylering
- Reissert-reactie, Reissert-Grosheintz-Fischer-reactie
- Reppe-synthese, Reppe-reactie
- Richter-reactie
- Richter-chinolinesynthese, Richter-synthese
- Riley-oxidatie
- Ritter-reactie
- Robinson-annelering
- Robinson-Allan-Kostanecki-synthese
- Robinson-Foulds-chinolinesynthese
- Robinson-Gabriel-synthese
- Roelen-reactie, Roelen-carbonylering
- Rosenmund-von Braun-reactie
- Rosenmund-arsonylering
- Rosenmund-reductie, Rosenmund-Saitzew-reductie
- Roskamp-reactie
- Rothemund-synthese
- Ruff-Fenton-degradatie
- Rupe-omlegging
- Ruzicka-omlegging, Ruzicka-Fukushima-omlegging
- Ruzicka-cyclisatie, Ruzicka-reactie

## S
- Sakurai-allylering
- Sandmeyer-isatinesynthese
- Sandmeyer-reactie
- Sarett-oxidatie
- Schiemann-reactie
- Schmidt-omlegging
- Schmitz-synthese
- Scholl-reactie
- Schöllkopf-aminozuursynthese
- Scholtz-synthese
- Schotten-Baumann-reactie
- Schwartz-hydrozirconering
- Schweizer-omlegging
- Schweizer-synthese
- Semmler-Wolff-reactie
- Simonis-reactie, Simonis-benzopyronsynthese
- Sharpless-asymmetrische epoxidatie
- Sharpless-asymmetrische dihydroxylatie
- Sheradsky-omlegging
- Shestakov-reactie
- Siegrist-reactie, Siegrist-stilbeensynthese
- Simmons-Smith-reactie, Simmons-Smith-cyclopropanering
- Skattebøl-omlegging
- Skraup-chinolinesynthese
- Smiles-omlegging
- Smith-Middleton-Rozen-fluorinatie
- Soai-reactie
- Sommelet-reactie, Sommelet-aldehydesynthese
- Sommelet-Hauser-omlegging
- Sonn-Muller-reactie
- Sonogashira-koppeling
- Spengler-Pfannenstiel-oxidatie
- Staudinger-reductie, Staudinger-reactie
- Staudinger-Claisen-omlegging (zie ook Lijst van Claisen-omleggingen)
- Staudinger-Pfenninger-reactie
- Steglich-Hassner-esterificatie
- Stephen-aldehydesynthese, Stephen-reactie
- Stephens-Castro-cyclofaansynthese
- Stetter-reactie
- Stieglitz-omlegging
- Stiles-Sisti-reactie
- Stille-koppeling, Stille-reactie
- Stille-carbonylsynthese
- Stobbe-reactie
- Stork-cyanohydrinealkylering
- Stork-enaminealkylering
- Stork-radicalaire-cyclisatie
- Stork-reductieve-cyclisatie
- Story-reactie
- Strecker-aminozuursynthese
- Strecker-degradatie
- Stryker-reductie
- Suzuki-koppeling
- Swarts-reactie
- Swern-oxidatie
- Szarvasy-Schöpf-reactie

## T
- Tebbe-olefinering, Tebbe-reactie
- ter Meer-synthese, ter Meer-reactie
- Teuber-synthese
- Thiele-Winter-reactie, Thiele-Winter-acetoxylering
- Thorpe-reactie
- Tiemann-omlegging
- Tiffeneau-omlegging, Tiffeneau-Demjanov-omlegging
- Tischenko-Claisen-reactie, Tischenko-reactie
- Tipson-Cohen-olefinering
- Trahanovsky-etheroxidatie, Trahanovsky-reactie
- Traube-synthese, Traubs-purinesynthese
- Treibs-reactie
- Trost-reactie
- Trost-Chen-decarboxylatie, Trost-Chen-reactie
- Tschugaef-olefinering
- Tsjitsjibabin-reactie
- Tsjitsjibabin-pyridinesynthese
- Tsuji-Trost-allylering

## U
- Ugi-condensatie, Ugi-reactie
- Ullmann-Fedvadjan-acridinesynthese, Ullmann-Fedvadjan-synthese
- Ullmann-reactie, Ullmann-koppeling, Ullmann-Goldberg-aromatische substitutie

## V
- Vedejs-reactie, Vedejs-hydroxylatie
- Vilsmeier-Haack-formylering, Vilsmeier-Haack-reactie
- Voight-synthese
- Volhardt-Erdmann-synthese
- von Pechmann-cycloadditie
- von Pechmann-condensatie, von Pechmann-coumarinesynthese, von Pechmann-Duisberg-coumarinesynthese
- von Richter-reactie, von Richter-carboxylering
- Vorbrüggen-synthese, Vorbrüggen-nucleosidesynthese

## W
- Wacker-oxidatie, Wacker-Tsuji-oxidatie
- Wagner-Jauregg-reactie
- Wagner-Meerwein-omlegging, Wagner-Meerwein-Nametkin-omlegging
- Wallach-omlegging, Wallach-azoxybenzeenomlegging
- Wassermann-Bormann-synthese, Wassermann-Bormann-lactamsynthese
- Weerman-degradatie
- Weidenhagen-synthese, Weidenhagen-imidazolsynthese
- Weinreb-ketonsynthese, Weinreb-synthese
- Weiss-annelering
- Wenker-synthese, Wenker-aziridinesynthese
- Wenzel-Imamoto-reductie
- Wessely-Moser-omlegging
- Westphalen-Letree-omlegging
- Wharton-olefinering
- Whiting-dienesynthese
- Widequist-synthese, Widequist-cyclopropaansynthese
- Willgerodt-Kindler-omlegging, Willgerodt-reactie
- Williams-Ben Ishai-synthese, Williams-Ben Ishai-aminozuursynthese
- Williamson-ethersynthese
- Winterfeldt-oxidatie
- Wissner-synthese
- Wittig-omlegging
- Wittig-reactie, Wittig-olefinering
- Wittig-Horner-reactie, Wittig-Horner-olefinatie
- Wohl-Aue-synthese
- Wohl-Ziegler-reactie
- Wohl-degradatie, Wohl-Weygand-degradatie
- Wolff-omlegging
- Wolff-Kishner-reductie, Wolff-Kishner-Huang Minlon-reductie
- Wolfram-Schörnig-carboxymethylering, Wolfram-Schörnig-Hansdorf-carboxymethylering
- Woodward-peptidesynthese
- Wurtz-koppeling, Wurtz-reactie
- Wurtz-Fittig-reactie

## Y
- Yamazaki-synthese

## Z
- Zeisel-Prey-ethersplitsing, Zeisel-reactie
- Ziegler-methode, Thorpe-Ziegler-reactie
- Ziegler-synthese
- Zincke-Suhl-reactie
- Zinke-Ziegler-synthese
- Zinin-omlegging

## Boeken
- A. Hassner, C Stumer. Organic Syntheses Based on Name Reactions and Unnamed Reactions (Pergamon, 1994)
- M.B. Smith, J March. March's Advanced Organic Chemistry (Wiley, 2001) (ISBN 0-471-58589-0)
- J. Clayden e.a. Organic Chemistry (Oxford University Press, 2001) (ISBN 0-19-850346-6)
- J.J. Li. Name Reactions in Heterocyclic Chemistry (Wiley, 2005)
- T. Laue, A Plagens. Named Organic Reactions (Wiley, 2005) (ISBN 0-470-01040-1)